# Agua Platanillo Uno
Agua Platanillo Uno är en ort i Mexiko.   Den ligger i kommunen San José Tenango och delstaten Oaxaca, i den sydöstra delen av landet, 290 km sydost om huvudstaden Mexico City. Agua Platanillo Uno ligger 808 meter över havet och antalet invånare är 108.
Terrängen runt Agua Platanillo Uno är kuperad åt nordväst, men åt sydost är den bergig. Runt Agua Platanillo Uno är det ganska tätbefolkat, med 86 invånare per kvadratkilometer. Närmaste större samhälle är Huautla de Jiménez, 13,4 km väster om Agua Platanillo Uno. I omgivningarna runt Agua Platanillo Uno växer i huvudsak städsegrön lövskog.